# Opizio Pallavicini
Opizio Pallavicini (Gênova, 15 de outubro de 1632 - Roma, 11 de fevereiro de 1700) foi um cardeal do século XVII.

## Biografia
Nasceu em Gênova em 15 de outubro de 1632. De família nobre. Quarto dos seis filhos do senador Paolo Girolamo Pallavicini, marquês do Sacro Império Romano, e Maddalena Spinola. Os outros irmãos eram Pierantonio, SJ, Francesca, Gianfrancesco, Giovanna e Giuseppe. Tio do quase cardeal Lazzaro Pallavicini (1740). Tio-avô do cardeal Lazzaro Opizio Pallavicini (1766).
Obteve o doutorado in utroque iure, direito canônico e civil.
Ordenado ao sacerdócio. Foi a Roma durante o pontificado do Papa Inocêncio X. Referendário dos Tribunais da Assinatura Apostólica da Justiça e da Graça. Governador das cidades de Ascoli, San Severino, Orvieto, Montalto e Fermo.
Eleito arcebispo titular de Éfeso, em 27 de fevereiro de 1668, pelo Papa Clemente IX. Núncio na Toscana, 1º de junho de 1668. Núncio em Colônia, 29 de novembro de 1672. Núncio na Polônia, 30 de setembro de 1680; muito impulsionou a guerra contra os turcos.
Criado cardeal-presbítero no consistório de 2 de setembro de 1686. Legado em Urbino, de 12 de julho de 1688 até 1690. Recebeu o barrete vermelho e o título de S. Martino ai Monti, em 14 de novembro de 1689. Participou do conclave de 1689, que elegeu o Papa Alexandre VIII. Transferido para a sé de Spoleto, com título pessoal de arcebispo, em 28 de novembro de 1689. Transferido para a sé de Osimo, com título pessoal de arcebispo, em 8 de agosto de 1691. Participou do conclave de 1691, que elegeu o Papa Inocêncio XII.
Morreu em Roma em 11 de fevereiro de 1700, palácio Buratti, Roma, onde residia. Ele havia sofrido um ataque apoplético três dias antes e desde então estava inconsciente. Exposto em seu título, onde o funeral ocorreu em 13 de fevereiro de 1700, e à tarde, enterrado no vestíbulo da igreja subterrânea de seu título.